# Varanus obor
El varano antorcha o varano del sagú (Varanus obor) es una especie de saurópsido escamoso de la familia Varanidae, el único del mundo que posee pigmentos rojos en su piel.

## Hallazgo y distribución
El varano antorcha fue avistado por primera vez por el biólogo Valter Weijola, en el año 2009, en la selva de la remota isla de Sanana, perteneciente al archipiélago de las Molucas (Indonesia), único lugar donde hasta el momento se han podido encontrar ejemplares de esta especie, aunque no fue hasta el año 2010 cuando Weijola, acompañado del profesor Samuel Sweet, volvió a la isla y realizó la descripción científica del Varanus obor.

## Hábitat y características
Esta especie de varano puede nadar y trepar por los árboles con suma facilidad. Se alimenta de insectos, reptiles, huevos y carroña y posee unas poderosas garras. Mide 1,30 m de longitud y pesa 2 kg. Es de color naranja, negro con pequeñas manchas blancas y pigmentos rojos.